# Jacinthe (prénom)
Pour les articles homonymes, voir Jacinthe.
Jacinthe est un prénom féminin francophone d'origine connue comme grecque[réf. souhaitée]. 

## Variantes francophones et dans d'autres langues
- Giacinta, Hyacinte et Hyacinthe (épicènes), Jacinda (en), Jacinta et Jácinta, Jacinto et Jácinto (masculins), Jacynthe, Yacinta, Yacinte & Yacinthe (épicènes), Yacinto (masculin), Yacynte et Yacynthe (épicènes) ;
- et par apocopes : Cynthia, Xinthia, Xintia, Xynthia, Xyntia.

- Pour l'ensemble des articles sur les personnes portant ce prénom, consulter :
  - la liste des articles dont le titre commence par ce prénom
  - les listes produites par Wikidata : Liste des personnes de prénom « Jacinthe » — même liste en incluant les éventuels prénoms composés qui contiennent « Jacinthe ».

### Dates de fêtes
Il est fêté le 30 janvier du calendrier grégorien[réf. nécessaire], bien qu'il existe aussi un jour de la jacinthe ou hyacinthe chaque 9 floréal du calendrier républicain ou révolutionnaire français, soit généralement autour du 28 avril grégorien.